# Fedir Łyzohub
Fedir Łyzohub, ukr. Федір Андрійович Лизогуб (ur. 6 października 1851 w Sedniowie (gubernia czernihowska), zm. 1928 w Belgradzie) – ukraiński działacz polityczny i społeczny, ukraiński premier za Hetmanatu, od 10 maja do 14 listopada 1918.
W latach 1901–1915 był przewodniczącym urzędu ziemskiego guberni połtawskiej Imperium Rosyjskiego. Członek partii oktiabrystów. Po rewolucji lutowej 1917 i obaleniu caratu był dyrektorem departamentu w Ministerstwie Spraw Zagranicznych Rządu Tymczasowego. Po przewrocie bolszewickim powrócił na Ukrainę. W 1918 był ministrem spraw wewnętrznych i premierem rządu Państwa Ukraińskiego (Hetmanatu). Podał się do dymisji po opublikowaniu deklaracji Pawła Skoropadskiego o federacji Hetmanatu z Rosją. Jego dziełem była gruntowna reorganizacja sił zbrojnych Ukrainy i urzędów centralnych. Zmarł na emigracji.